# Филип II (Баден-Баден)
Вижте пояснителната страница за други личности с името Филип II.
Филип II фон Баден (на немски: Philipp II von Baden; * 19 февруари 1559, Баден-Баден; † 7 юни 1588, Баден-Баден) е маркграф на Маркграфство Баден-Баден (1571 – 1588).

## Живот
Той е единственият син на протестанта маркграф Филиберт фон Баден-Баден (1536 – 1569) и съпругата му католичката Мехтхилд Баварска (1532 – 1565), дъщеря на баварския херцог Вилхелм IV и принцеса Мария Якобея фон Баден, дъщеря на маркграф Филип I от Баден.
Баща му Филиберт е убит на 3 октомври 1569 г. в битката при Монконтур против хугенотите. 10-годишния Филип и по-голямата му сестра Якоба фон Баден са взети от неговия чичо Албрехт V Баварски в Мюнхен и възпитавани там. Той учи в университета в Инголщат.
Филип пренася Новия дворец в Баден-Баден и на същото място построява през 1579 г. дворец в стил Ренесанс. През 1582 г. той има 218 музикални инструменти и задължения от 200 000 гулдена. Освен това той преследва вещиците и през 1580 г. в маркграфството са изгорени 18 жени.
Филип умира бездетен на 29 години. Той е погребан в манастирската църква в Баден-Баден. На трона е последван от братовчед му Едуард Фортунат и страничната линия Родемахерн го наследява.